# Лестер, Марк (кинорежиссёр)
Марк Л. Ле́стер (англ. Mark L. Lester; род. 26 ноября 1946 года, Кливленд, штат Огайо, США) — американский кинорежиссёр, сценарист и кинопродюсер.

## Карьера
После своего дебюта в 1971 году с кинолентой «Сумерки майя» Лестер быстро стал плодовитым режиссёром, продюсером и сценаристом фильмов категории B. Первоначально он снял три картины на автодорожную тему: «Стальная арена» (1973), «Женщины, останавливающие грузовики» (1974) и «Бобби Джо и изгой» (1976). В 1977 году он поставил концептуальный триллер «Каскадёры», первый из его фильмов, снятый New Line Cinema, с Робертом Форстером, Джоанной Кэссиди и Ричардом Линчем в главных ролях (музыка Майкла Кэймена). Два года спустя Лестер выпустил ленту «Роллер Буги» с Линдой Блэр в главной роли. У фильма был значительно более высокий бюджет, чем у предыдущих работ режиссёра, и он был первым, который был распространён крупной студией и имел при этом скромный успех. Несмотря на то, что в начале проката картина получила отрицательные отзывы, впоследствии она приобрела культовый статус, как пресловутая капсула времени ушедшей эпохи диско. Затем Лестер снял криминальный триллер «Класс 1984» канадского производства, посвящённый насилию в городской школе. Фильм вызывал споры в начале проката, но затем также приобрёл статус культового.
В 1984 году режиссёр вошёл в мейнстрим, сняв ленту «Воспламеняющая взглядом» по одноимённому роману Стивена Кинга, а в следующем году получил наибольший успех с фильмом «Коммандо», высокобюджетным боевиком с Арнольдом Шварценеггером в главной роли (продюсер Джоэл Сильвер), который собрал более 57 миллионов долларов по всему миру. В 1986 году Лестер поставил и спродюсировал свою первую комедию «Вооружён и опасен» с Джоном Кэнди, Юджином Леви и Мег Райан в главных ролях. В 1990-м он поставил «Класс 1999», полусиквел «Класса 1984», с Малкольмом Макдауэллом, Пэм Гриер и Стейси Кич в главных ролях. В 1991 году он снял культовый классический боевик «Разборка в Маленьком Токио», в котором ведущие роли исполнили Дольф Лундгрен и Брэндон Ли.
Лестер также основал American World Pictures, независимую компанию по производству и распространению кинофильмов. Среди отснятых там его лент — боевик «База» (1999), триллеры «Заказанный убийца» (1999) и «Месть из прошлого» (2000), а также телефильм «Птеродактиль» (2005), выпущенный для канала Sci Fi Channel. В 2012 году, после развода с женой Даной Дубовски, режиссёр основал новую дистрибьюторскую компанию Titan Global Entertainment.
В январе 2013 года, почти через 10 лет после того, как он поставил свою последнюю картину, Лестер снял фильм «Посейдон Рекс». Производство велось в Белизе и было ненадолго прервано из-за того, что главный актёр Корин Немек был серьёзно ранен во время крушения на лодке, когда береговая охрана Белиза перевозила актёров на съёмочную площадку. Позже Немек был заменён на Брайана Краузе, известного по телесериалу «Зачарованные».

## Личная жизнь
Лестер был женат на Дане Дубовски, которая родила от него двух детей — Джейсона и Джастин. Пара развелась в 2010 году. У Лестера также есть дочь от предыдущих отношений — Джанесса (Джеймс), музыкант и автор песен.

## Фильмография
| Год  |     | Русское название                   | Оригинальное название         | Роль                          |
| ---- | --- | ---------------------------------- | ----------------------------- | ----------------------------- |
| 1971 | кор | Свадьба Триши                      | Tricia's Wedding              | продюсер                      |
| 1971 | ф   | Сумерки майя                       | Twilight of the Mayas         | режиссёр, продюсер            |
| 1973 | ф   | Стальная арена                     | Steel Arena                   | режиссёр, продюсер, сценарист |
| 1974 | ф   | Женщины, останавливающие грузовики | Truck Stop Women              | режиссёр, продюсер, сценарист |
| 1975 | ф   | Белый дом безумства                | White House Madness           | режиссёр, продюсер            |
| 1976 | ф   | Бобби Джо и изгой                  | Bobbie Jo and the Outlaw      | режиссёр, продюсер            |
| 1977 | ф   | Каскадёры                          | Stunts                        | режиссёр                      |
| 1979 | тф  | Золото амазонок                    | Gold of the Amazon Women      | режиссёр                      |
| 1979 | ф   | Роллер Буги                        | Roller Boogie                 | режиссёр                      |
| 1981 | ф   | Смертельная забава                 | The Funhouse                  | продюсер                      |
| 1982 | ф   | Класс 1984                         | Class of 1984                 | режиссёр, продюсер, сценарист |
| 1984 | ф   | Воспламеняющая взглядом            | Firestarter                   | режиссёр                      |
| 1985 | ф   | Коммандо                           | Commando                      | режиссёр                      |
| 1986 | ф   | Вооружён и опасен                  | Armed and Dangerous           | режиссёр                      |
| 1989 | ф   | Класс 1999                         | Class of 1999                 | режиссёр, продюсер, сценарист |
| 1991 | ф   | Разборка в Маленьком Токио         | Showdown in Little Tokyo      | режиссёр, продюсер            |
| 1993 | ф   | Элитный отряд                      | Extreme Justice               | режиссёр                      |
| 1995 | ф   | Ночной беглец                      | Night of the Running Man      | режиссёр, продюсер            |
| 1996 | в   | Враг общества № 1                  | Public Enemies                | режиссёр, продюсер            |
| 1997 | ф   | Расплата за грехи                  | The Ex                        | режиссёр, продюсер            |
| 1998 | ф   | Двойной захват                     | Double Take                   | режиссёр, продюсер            |
| 1998 | ф   | Дитя убийцы                        | Misbegotten                   | режиссёр, продюсер            |
| 1999 | в   | База                               | The Base                      | режиссёр, продюсер            |
| 1999 | ф   | Заказанный убийца                  | Hitman's Run                  | режиссёр, продюсер            |
| 2000 | тф  | База 2: виновен по предписанию     | Guilty as Charged             | режиссёр, продюсер            |
| 2000 | тф  | Жертвоприношение                   | Sacrifice                     | режиссёр, продюсер            |
| 2000 | ф   | Месть из прошлого                  | Blowback                      | режиссёр, продюсер            |
| 2001 | ф   | Жертва дьявола                     | Devil's Prey                  | продюсер                      |
| 2001 | ф   | Инстинкт убийцы                    | Instinct to Kill              | продюсер                      |
| 2002 | ф   | Плохая карма                       | Bad Karma                     | продюсер                      |
| 2002 | ф   | Повелитель страха                  | The Wisher                    | продюсер                      |
| 2003 | ф   | Белая лихорадка                    | White Rush                    | режиссёр, продюсер            |
| 2003 | ф   | Предательство                      | Betrayal                      | режиссёр, продюсер            |
| 2003 | ф   | Украсть Кэнди                      | Stealing Candy                | режиссёр, продюсер, сценарист |
| 2005 | ф   | Птеродактиль                       | Pterodactyl                   | режиссёр, продюсер            |
| 2006 | ф   | Страшный суд                       | Day of Wrath                  | продюсер                      |
| 2007 | тф  | Исчезнувшая колония                | Wraiths of Roanoke            | продюсер                      |
| 2008 | тф  | Йети                               | Yeti: Curse of the Snow Demon | продюсер, сценарист           |
| 2009 | ф   | Красавица и чудовище               | Beauty and the Beast          | продюсер                      |
| 2010 | ф   | Фанатка                            | Groupie                       | режиссёр, продюсер            |
| 2011 | тф  | Легенда о Джабберуоке              | Jabberwock                    | продюсер                      |
| 2011 | тф  | Песчаные акулы                     | Sand Sharks                   | продюсер                      |
| 2011 | тф  | Синдбад и Минотавр                 | Sinbad and the Minotaur       | продюсер                      |
| 2012 | тф  | Драконовые осы                     | Dragon Wasps                  | продюсер                      |
| 2013 | ф   | Атака Юрского периода              | Jurassic Attack               | продюсер                      |
| 2013 | ф   | Посейдон Рекс                      | Poseidon Rex                  | режиссёр, продюсер            |
| 2014 | ф   | Драконы Камелота                   | Dragons of Camelot            | режиссёр, продюсер            |
| 2015 | ф   | Сыновья отца                       | Sons of the Father            | режиссёр, продюсер            |
| 2015 | ф   | Токсин                             | Toxin                         | продюсер                      |
| 2018 | ф   | Высокое разрешение                 | High Resolution               | продюсер                      |
| 2018 | ф   | Погоня за любовью                  | Social Animals                | продюсер                      |
| 2019 | ф   | Переспать с учеником               | Sleeping with My Student      | продюсер                      |